# 向井上陽水致敬
《向井上陽水致敬》（日语：／ Inoueyousuitoribyuuto */?）為日本創作歌手井上陽水的致敬專輯，於2019年11月27日由环球音乐集团發行。

## 概要
- 井上陽水的出道50週年紀念專輯[1]。
- 井上陽水的第二張致敬專輯，與前一張相隔約15年[2]。
- 發行首週以超過8,000張銷量空降《Oricon公信榜》週榜第15位[3]。

## 歌曲列表
1. Make-up Shadow（日语：Make-up Shadow） / Yorushika（作曲：彩目映（日语：佐藤準） / 編曲：n-buna）
2. 前往夢中 / 槙原敬之（作詞・作曲：井上陽水 編曲：槙原敬之）
3. 眼淚不是裝飾品 / King Gnu（作詞・作曲：井上陽水 編曲：King Gnu）
4. 酒紅色的心（日语：ワインレッドの心） / 椎名林檎（作詞：井上陽水 作曲：玉置浩二 編曲：椎名林檎）
5. 少年時代 / 宇多田光（作詞：井上陽水 作曲：井上陽水、平井夏美（日语：平井夏美） 編曲：坂東祐大（日语：坂東祐大））
6. 女神 / Ulfuls（日语：ウルフルズ）（作詞・作曲：井上陽水）
7. Crazy Love（日语：This is my trial） / 田島貴男（日语：田島貴男）（作詞・作曲：井上陽水 編曲：田島貴男）
8. 河岸飯店（日语：リバーサイドホテル） / 福山雅治（作詞・作曲：井上陽水 編曲：福山雅治、井上鑑（日语：井上鑑））
9. Pi Po Pa (Reiwa mix) / 細野晴臣（作詞・作曲：井上陽水 重混：細野晴臣）
10. 向東向西（日语：東へ西へ） / iri（作詞・作曲：井上陽水 編曲：Yaffle）
11. Just Fit / SIX LOUNGE（日语：SIX LOUNGE）（作詞・作曲：井上陽水 編曲：SIX LOUNGE）
12. 金絲雀 / 齊藤和義（作詞・作曲：井上陽水）
13. 不能優雅地跳舞（日语：ダンスはうまく踊れない） / Orquesta De La Luz（日语：オルケスタ・デ・ラ・ルス）（作詞・作曲：井上陽水 編曲：相川等）
14. 沒有雨傘（日语：傘がない） / ACIDMAN（日语：ACIDMAN）（作詞・作曲：井上陽水 編曲：大木伸夫（日语：ACIDMAN））
15. 最後的新聞（日语：最後のニュース） / KREVA（日语：KREVA）（作詞・作曲：井上陽水）

## 資料來源
1. ↑  . Spice. 2019-10-11  [2021-09-11]. （原始内容存档于2021-09-11） （日语）.
2. ↑  タケ. . J-Cast. 2019-11-26  [2021-09-11]. （原始内容存档于2021-09-11） （日语）.
3. ↑  . Oricon. 2019-12-03  [2021-09-11]. （原始内容存档于2019-12-04） （日语）.

## 外部連結
- 《向井上陽水致敬》特設網站 （页面存档备份，存于）（日語）